# Vale Tudo – Um jeden Preis
Vale Tudo – Um jeden Preis ist eine brasilianische Telenovela, die von TV Globo produziert und vom 16. Mai 1988 bis 6. Januar 1989 ausgestrahlt wurde. Sie wurde von Gilberto Braga, Aguinaldo Silva und Leonor Bassères unter der Regie von Dennis Carvalho und Ricardo Waddington geschrieben. Die Schauspieler in den Hauptrollen waren Regina Duarte, Antônio Fagundes, Glória Pires, Carlos Alberto Riccelli, Beatriz Segall, Renata Sorrah, Reginaldo Faria und Cássio Gabus Mendes.
Die Serie wurde in Deutschland 1991 auf Das Erste im Free-TV gesendet und 2012 auf RTL Television im RTL Passion.

## Handlung
Raquel Accioli (Regina Duarte) ist das Gegenteil ihrer Tochter Maria de Fátima (Glória Pires), die das Haus der Familie verkauft und mit dem Geld nach Rio de Janeiro flieht, in einer Geschichte, die sich auf den Wertewandel im Brasilien der 1980er Jahre konzentriert.

## Sendetermine
| Datum (Erstausstrahlung) | Datum (Erstausstrahlung)                      | Uhrzeit                      | TV-Sender   |
| ------------------------ | --------------------------------------------- | ---------------------------- | ----------- |
| Deutschland              | 05.11.1991 – 21.10.1992                       | (Uhrzeiten können abweichen) | Das Erste   |
| Deutschland              | Zwischen den Jahren 2012, 2013, 2014 und 2015 | (Uhrzeiten können abweichen) | RTL Passion |

## Rezeption
Sein Gesamtdurchschnitt bei IBOPE (Brasilianisches Institut für öffentliche Meinung und Statistik) betrug 56 Punkte und rangierte damit an achter Stelle unter den bestbewerteten Programmen in der Geschichte von TV Globo. Vale Tudo – Um jeden Preis wurde in mehr als 30 Ländern gezeigt, darunter Deutschland, Angola, Belgien, Kanada, Kuba, Spanien, USA, Italien, Peru, Polen, Türkei und Venezuela.

## Hispanische Version
Im Jahr 2002 produzierte TV Globo Vale todo, eine Version der brasilianischen Seifenoper für den Vertrieb an das hispanische Publikum in den Vereinigten Staaten. Es wurde vom Telemundo-Kanal ausgestrahlt, der es produzierte.